# 良庆大桥南站
良庆大桥南站是南宁轨道交通4号线的地铁车站，位于中华人民共和国广西壮族自治区南宁市良庆区丰庆路与五象大道交叉口西南侧地下。
本站于2020年11月23日随4号线开通而投入使用，设有4个出入口和1个岛式站台。

## 设施

### 结构
本站设有2层，地面为出入口，地下一层为站厅，地下二层为4号线月台。
| 地面     | 出入口                    | 出入口                    |
| 地下一层 | 大堂                      | 客服中心、商店、自助服務  |
| 地下二层 |                           | █ 4号线列車往洪运路站方向 |
| 地下二层 | 島式月台                  |                           |
| 地下二层 | █ 4号线列車往楞塘村站方向 |                           |

### 出入口
本站形似狹長的方形，設有4個出入口。
| 出口編號            | 建議前往的目的地                         |
| ------------------- | ---------------------------------------- |
| A1出入口            | 五象大道 良庆大道 良堤路 良庆大桥        |
| A2出入口            | 五象大道                                 |
| A3出入口            | 五象大道                                 |
| C出入口             | 五象大道 良庆大道 庆歌路 延庆路 良庆大桥 |
| 注： 設有无障碍电梯 |                                          |